# VfL 오스나브뤼크
VfL 오스나브뤼크(VfL Osnabrück)는 독일 니더작센주 오스나브뤼크의 축구 클럽으로, 현재 3. 리가에서 활동하고 있다. VfL 오스나브뤼크는 축구와 농구, 체조와 수영, 탁구와 테니스 팀도 운영하고 있지만, 그 중에서도 축구 팀이 가장 많이 알려져 있다.

## 선수 명단

### 현역
참고: FIFA 자격 규정에 따라 소속된 국가대표팀 국기를 표시합니다. 선수는 복수의 FIFA 비회원국 국적을 가지고 있을 수 있습니다.
| 번호 | 포지션 | 국적 | 이름          |
| ---- | ------ | ---- | ------------- |
| 10   | MF     | 가나 | 브레이든 마누 |

| 번호 | 포지션 | 국적     | 이름              |
| ---- | ------ | -------- | ----------------- |
| 39   | DF     | 튀르키예 | 이지트 카라데미르 |
| 48   | MF     |          | 브라이양 카요     |

## 역대 감독
| 감독          | 임기   |
| ------------- | ------ |
| 우베 코시나트 | 2023 ~ |